# Vojna proti terorizmu
Vôjna próti terorízmu (angleško War on Terror) je sklop globalnih ukrepov vlad nekaterih držav (predvsem in na čelu z ZDA) za nevtralizacijo mednarodnih skupin, ki so označene kot teroristične - predvsem radikalnih fundamentalistično islamskih skupin, kot je Al Kaida - ter sklop ukrepov za zagotovitev, da t. i. »malopridne« države ne bodo več podpirale terorističnih dejavnosti. Strategija je bila sprejeta kot glavni ukrep po terorističnih napadih 11. septembra 2001. Zaradi ohlapne definicije pojmov »terorizem« in »terorist« na mednarodni ravni ter dvoumne vojne proti terorizmu prihaja do problemov, ki se posebno odražajo v množičnih protestih in napadih mnogih kritikov.
Slednji precej kritizirajo ameriško strategijo vojne proti terorizmu, ki ni dobro določena in naj ne bi nikoli prinesla željenih rezultatov oz. naj zaradi narave terorizma ne bi bila nikoli končana. Obenem zaradi te strategije po celem svetu prihaja do oboroženih konfliktov, vojna proti terorizmu pa je postala tudi opravičilo za številne nelegalne operacije zahodnih sil (predvsem gre za oborožene sile ZDA in zveze NATO), ki po mnenju kritikov služijo popolnoma drugačnim interesom in ciljem. Take operacije so vzrok za čedalje večje nasprotovanje javnosti in protiameriško razpoloženje v svetu.
Prva vojna v okviru vojne proti terorizmu je bil napad na Afganistan (operacija Trajna svoboda), kjer je Al Kaida imela oporišča in vadbene centre za urjenje svojih pripadnikov. Ta operacija je zrušila talibanski režim, Al Kaida pa je izgubila večino oporišč in vadbenih centrov. Kljub temu so ameriške sile in sile zveze NATO še vedno vpletene v spopade s talibanskimi gverilci, saj so se talibani verjetno uspeli do določene mere reorganizirati.
Pod okriljem »vojne proti terorizmu« je bila začeta tudi vojna med koalicijo voljnih in Irakom. Predsednik ZDA George W. Bush je trdil, da režim Sadama Huseina nudi zatočišče teroristom in da poseduje orožje za množično uničevanje. Ta izjava (podpora terorizmu), tako kot napačna izjava o iraškem orožju za množično uničevanje, ostaja nedokazana, saj orožja za množično uničevanje še do danes niso našli. Velik del javnosti in poznavalcev je zato mnenja, da so napadu na to državo botrovali drugi vzroki, kot strateška potreba po zalogah nafte ali drugi geopolitični interesi za nadzor nad območjem.
S podobnimi obtožbami se sooča tudi Iran, pri katerem nekatere zahodne države moti jedrski program, s katerim naj bi Iran razvijal jedrsko orožje, čeprav Iran trdi, da gre za civilen jedrski program. Nekateri zaradi teh obtožb že vlečejo vzporednice z napadom na Irak.
Ameriške sile so brez dovoljenja pakistanski oblasti začele tudi omejene operacije v Pakistanu. 3. septembra 2008 so ameriške sile ob podpori letalstva napadle nekaj vasi na pakistanski strani meje in ubile vsaj 20 ljudi. Po trditvah tiskovnih predstavnikov ameriške vojske naj bi šlo za upornike iz vrst Al Kaide, po pakistanskih trditvah pa naj bi šlo za civiliste. Ta operacija je v Pakistanu sprožila glasna nasprotovanja. 